# Фехтование на летних Олимпийских играх 1980

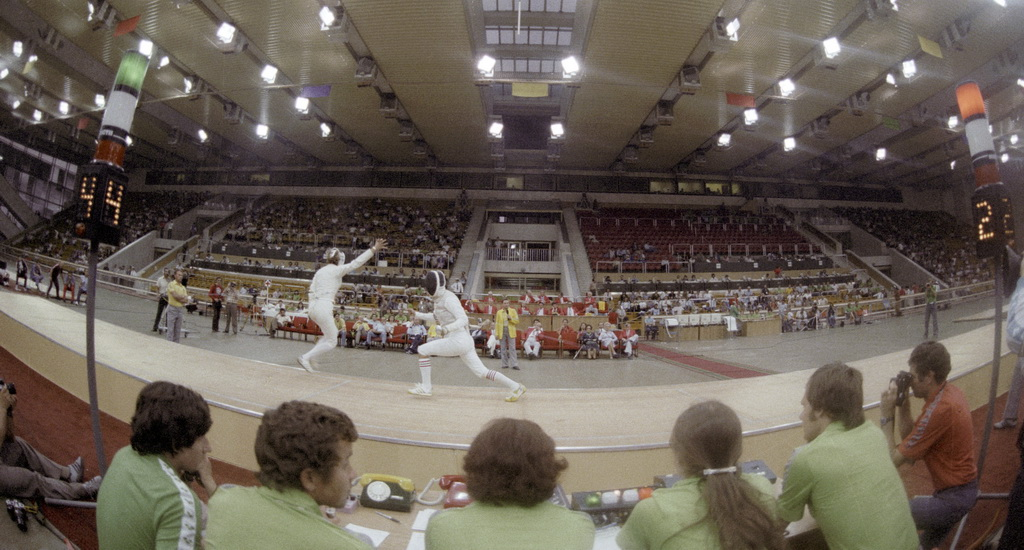
Соревнования по фехтованию на рапирах среди женщин в рамках московской Олимпиады

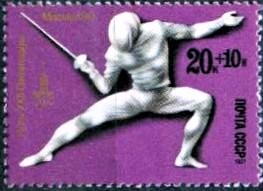
Почтовая марка

Соревнования по фехтованию на летних Олимпийских играх 1980 года в Москве проходили с 22 по 31 июля в универсальном спорткомплексе ЦСКА на Ленинградском проспекте.
Было разыграно 8 комплектов наград:
- рапира — личное и командное первенство у мужчин и женщин;
- шпага — личное и командное первенство у мужчин;
- сабля — личное и командное первенство у мужчин.

Успешнее всего выступила сборная Франции — на её счету 4 золотых, 1 серебряная и 1 бронзовая награда. Советские фехтовальщики завоевали 7 наград: 3 золота, 2 серебра и 2 бронзы.
Советские саблисты Виктор Кровопусков и Виктор Сидяк выиграли в Москве свои четвёртые золотые олимпийские награды, причём Кровопусков на второй Олимпиаде подряд первенствовал как в личном, так и командном зачёте, а Сидяк не уехал без золотой медали с 4-й подряд Олимпиады.
Выигравшая 2 золота француженка Паскаль Тренке-Ашен — младшая сестра Вероник Тренке, вице-чемпионки монреальской Олимпиады в командном турнире рапиристок.

## Медалисты

### Мужчины

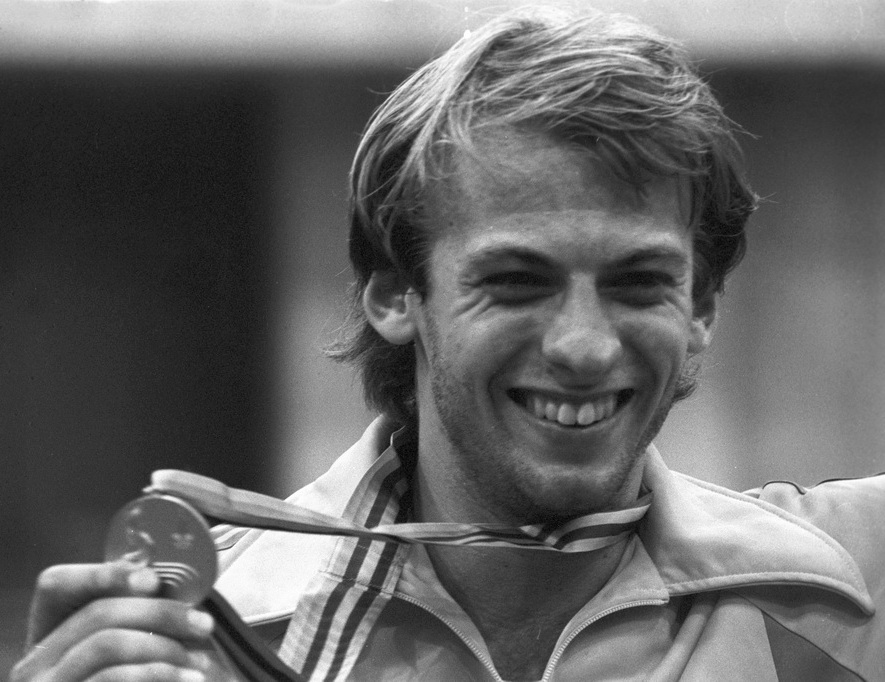
Обладатель золота в личном турнире шпажистов Юхан Харменберг из Швеции

| Дисциплина                  | Золото                                                                                        | Серебро                                                                                            | Бронза                                                                                              |
| Рапира личное первенство    | Владимир Смирнов СССР                                                                         | Паскаль Жолио Франция                                                                              | Александр Романьков СССР                                                                            |
| Рапира командное первенство | Франция · Дидье Фламан · Паскаль Жолио · Брюно Бошри · Филипп Боннен · Фредерик Петрушка      | СССР · Владимир Смирнов · Александр Романьков · Сабиржан Рузиев · Ашот Карагян · Владимир Лапицкий | Польша · Адам Робак · Богуслав Зых · Лех Козеёвский · Мариан Сыпневский                             |
| Шпага личное первенство     | Юхан Харменберг Швеция                                                                        | Эрнё Кольцонаи Венгрия                                                                             | Филипп Рибу Франция                                                                                 |
| Шпага командное первенство  | Франция · Филипп Рибу · Патрик Пико · Юбер Гарда · Филипп Буасс · Мишель Салесс               | Польша · Пётр Яблковский · Анджей Лис · Лешек Сворновский · Людомир Хроновский · Мариуш Стшалка    | СССР · Владимир Смирнов · Борис Лукомский · Александр Абушахметов · Ашот Карагян · Александр Можаев |
| Сабля личное первенство     | Виктор Кровопусков СССР                                                                       | Михаил Бурцев СССР                                                                                 | Имре Гедёвари Венгрия                                                                               |
| Сабля командное первенство  | СССР · Виктор Кровопусков · Михаил Бурцев · Виктор Сидяк · Владимир Назлымов · Николай Алёхин | Италия · Микеле Маффеи · Марио Альдо Монтано · Марко Романо · Фердинандо Меглио · Джованни Скальцо | Венгрия · Имре Гедёвари · Рудольф Небальд · Пал Геревич · Ференц Хамманг · Дьёрдь Небальд           |

### Женщины
| Дисциплина                  | Золото                                                                                                   | Серебро                                                                                      | Бронза                                                                                      |
| Рапира личное первенство    | Паскаль Тренке-Ашен Франция                                                                              | Магда Марош Венгрия                                                                          | Барбара Высочаньская Польша                                                                 |
| Рапира командное первенство | Франция · Паскаль Тренке-Ашен · Брижитт Латрилль-Годен · Изабелль Бегар · Вероник Брукье · Кристин Мюзьо | СССР · Валентина Сидорова · Наиля Гилязова · Елена Белова · Ирина Ушакова · Лариса Цагараева | Венгрия · Ильдико Шварценбергер · Магда Марош · Гертруд Штефанек · Жужанна Сёч · Эдит Ковач |

## Судьи
Технические делегаты FIE —  Шарль Дебёр,  Рене Мерсье
Директор соревнований —  Анатолий Голяницкий
Технический комитет FIE
- Валериан Базаревич
- Лайош Бальтазар
- Роллан Буатель
- Питер Джейкобс
- Эдоардо Манджаротти
- Дионисий Тепшан
- Эмилио Эчеверри де ля Рош

Арбитры
- Карл-Ёран Абрахамссон
- Алик Аланакян
- Герман Александров
- Нугзар Асатиани
- Петер Бон
- Тьерри Брукер
- Патрик Вайда
- Чеслав Вардзыньский
- Эдуард Винокуров
- Октавиан Винтилэ
- Владимир Гансон
- Олег Глазов
- Галина Горохова
- Альфредо Дель Франча
- Войцех Дрыла
- Давид Душман
- Валерий Житный
- Джон Зарно
- Рудольф Карпати
- Алессандро Карпентьери
- Тамаш Ковач
- Анатолий Котешев
- Деррик Коуторн
- Исаак Леус
- Андрес Лопес
- Владимир Лукоянов
- Борис Мельников
- Ласло Недецки
- Альгис Паяуис
- Иво Прокоп
- Виктор Путятин
- Марк Ракита
- Луиджи Рока
- Шандор Сабо
- Эндре Йозеф Сакалль
- Татьяна Самусенко
- Морис Сахвадзе
- Герман Свешников
- Юрий Сисикин
- Юозас Удрас
- Юлиу Кароль Йосиф Фалб
- Сильвен Ферри
- Валерий Хархалуп
- Юрий Шаров
- Григорий Шварц